# Solstice (banda do Reino Unido)
Solstice é uma banda de doom metal originária de Inglaterra, fundada depois de Richard Walker ter abandonado a banda de punk Sore Throat. Juntamente com Candlemass e Solitude Aeturnus, Solstice é uma das responsáveis pela expansão do doom metal épico.

## Membros

### Actuais
- Adrian Miles - vocais
- Richard Walker - guitarra
- Tom Phillips - guitarra
- Diccon Harper - baixo
- Lennaert Roomer - bateria

### Antigos
- Morris Ingram - vocais
- Simon Matravers - vocais
- Mark Stoisavlevic - vocais
- John (Gian Pyres) Piras - guitarra
- Hamish Glencross - guitarra
- Rob Mendes - guitarra
- Lee "Chaz" Netherwood - baixo
- Brendan Dawson - baixo
- Gary Riley  - bateria
- Shaun Steels  - bateria
- Rick Budby - bateria

## Discografia
- 1991 - Lamentations (demo)
- 1992 - MCMXCII  (demo)
- 1993 - As Empires Fall (demo)
- 1994 – Ragnarok (demo)
- 1994 – Lamentations
- 1996 - Halcyon (EP)
- 1997 - Drunken Dungeon Sessions (demo)
- 1998 - New Dark Age
- 2001 - Solstice/Twisted Tower Dire (álbum split)
- 2002 - Solstice/The Lord Weird Slough Feg (álbum split)
- 2018 - White Horse Hill